# وی یونگلی
وی یونگلی (انگلیسی: Wei Yongli؛ زادهٔ ۱۱ اکتبر ۱۹۹۱) ورزشکار دو و میدانی اهل چین است.